# Srečo Dragan
Srečo Dragan, slovenski videast in novomedijski umetnik, * 8. december 1944, Komarna vas.
Diplomiral je 1969 na ljubljanski Akademiji za likovno umetnost, 1971 pa končal specialko iz slikarstva pri prof. Zoranu Didku. V letih 1984/1985 je bil štipendist francoske vlade za videoumetnost v Parizu. Leta 1987 je postal predavatelj za estetiko videoumetnosti na ljubljanski Akademiji za likovno umetnost, od 1999 kot redni profesor. Ukvarja se z umetnostjo novih medijev (video, videoinstalacije, integrirani mediji), medmrežnimi interaktivnimi umetnostmi in računalniško animacijo. Med letoma 1968 in 1988 je delal skupaj z Nušo Ano Dragan; leta 1969 sta ustvarila prvi umetniški video v Jugoslaviji Belo mleko belih prsi.
Leta 1995 je pri produkciji novomedijske interaktivne umetnosti začel sodelovati s Francem Solino.
V sodelovanje sta vključevala tudi svoje študente na Akademiji za likovno umetnost in oblikovanje in na Fakulteti za računalništvo in informatiko. 
Na ta način je nastalo veliko število novomedijskih projektov, ki so bili razstavljeni na številnih festivalih po Sloveniji in v tujini, 
med drugim tudi na Mednarodnem festivalu računalniške umetnosti (MFRU) v Mariboru.
Iz tega sodelovanja se je rodilo tudi Društvo za povezovanje umetnosti in znanosti ArtNetLab.
Leta 2006 je Dragan prejel zlato plaketo Univerze v Ljubljani, leta 2007 pa nagrado Riharda Jakopiča.
Leta 2016 so v Muzeju sodobne umetnosti Metelkova (MSUM) odprli Draganovo pregledno razstavo ob njegovi 50-letnici ustvarjanja.
Njegov starejši brat je Zvone Dragan, ekonomist, politik in diplomat.

## V medijih
- Slovenska produkcija v Meštrah. MMC RTV SLO, 15. oktober 2005.
- U3 s sodobno slovensko umetnostjo. MMC RTV SLO, 27. december 2006.
- Festival novomedijske umetnosti. MMC RTV SLO, 17. december 2007.
- Proti etru: gost Srečo Dragan. VAL 202, drugi program radia Slovenija, 20. december 2007.
- Stanje duha, ki je porodilo slovenski impresionizem. MMC RTV SLO, 4. november 2008.
- Slovenski video v reškem muzeju. MMC RTV SLO, 18. september 2009.
- Divje misli: znanost v umetnosti - umetnost v znanosti. MMC RTV SLO, 3. marec 2011.
- Izzivi pri ohranjanju in razstavljanju novomedijske umetnosti, arsov forum. ARS, tretji program radia Slovenija,  11. januar 2017.
- Letošnji Salon o novih načinih komuniciranja. MMC RTV SLO, 14. november 2017.
- Slovenski likovniki ovenčali svoje cehovske kolege. MMC RTV SLO, 16. november 2017.
- Od industrijskega pogorišča do novomedijskega mesta: Trbovlje zaseda festival Speculum Artium. MMC RTV SLO, 13. september 2018.